# Anamarija Galić
Anamarija Galić (Hall in Tirol, 7 gennaio 2001) è una pallavolista austriaca, opposto del Voluntari.

## Carriera

### Club
La carriera di Anamarija Galić inizia nella stagione 2015-16 nel Mils, in Austrian Volley League Women 2. Esordisce in Austrian Volley League Women nella stagione 2018-19 grazie all'ingaggio da parte del Tirol.
Nell'annata 2019-20 si trasferisce alla squadra slovena del Branik, in 1. DOL, con cui, in tre stagioni di permanenza, si aggiudica la Coppa di Slovenia 2019-20. Per il campionato 2022-23 veste la maglia della Wealth Planet Perugia, nella Serie A1 italiana, mentre in quello successivo è al club rumeno del Voluntari, in Divizia A1, aggiudicandosi lo scudetto.

### Nazionale
Nel 2018 viene convocata nella nazionale austriaca under 19.
Nel 2017 ottiene le prime convocazioni nella nazionale maggiore. Nel 2021 conquista la medaglia d'argento all'European Silver League: bissa lo stesso metallo nell'edizione 2023.

## Palmarès

### Club
- Campionato rumeno: 1

2023-24
- Coppa di Slovenia: 1

2019-20

### Nazionale (competizioni minori)
- European Silver League 2021
- European Silver League 2023